# Гатківка
Гаткі́вка — село в Україні, у Шептицькому районі Львівської області. Населення становить 73 особи.

## Історія
Після Другої світової війни село опинилося у складі Польщі. 6-15 липня 1947 року під час операції «Вісла» польська армія виселила з Гатківки на щойно приєднані до Польщі північно-західні терени 39 українців. У селі залишилося 59 поляків.
За радянсько-польським обміном територіями 15 лютого 1951 року село передане до УРСР, а частина польського населення переселена до Нижньо-Устрицького району, включеного до складу ПНР.

## Народились
- Гура Євген Сильвестрович (*23.08.1924 — ?)  — лицар Срібного хреста бойової заслуги УПА 2 класу. Псевда: «Богдан», «Славко», «Соловій»; агентурні псевда «Бронек», «Владко», «Промінь».